# Burg Habsberg
Die Burg Habsberg, auch Habsburg, Habichsburg oder Schlossberg genannt, ist eine abgegangene Höhenburg auf einem 709,2 m ü. NN hohen Bergkegel einer länglich ovalen Bergkuppe bei dem Ortsteil Emerfeld der Gemeinde Langenenslingen im Landkreis Biberach in Baden-Württemberg.

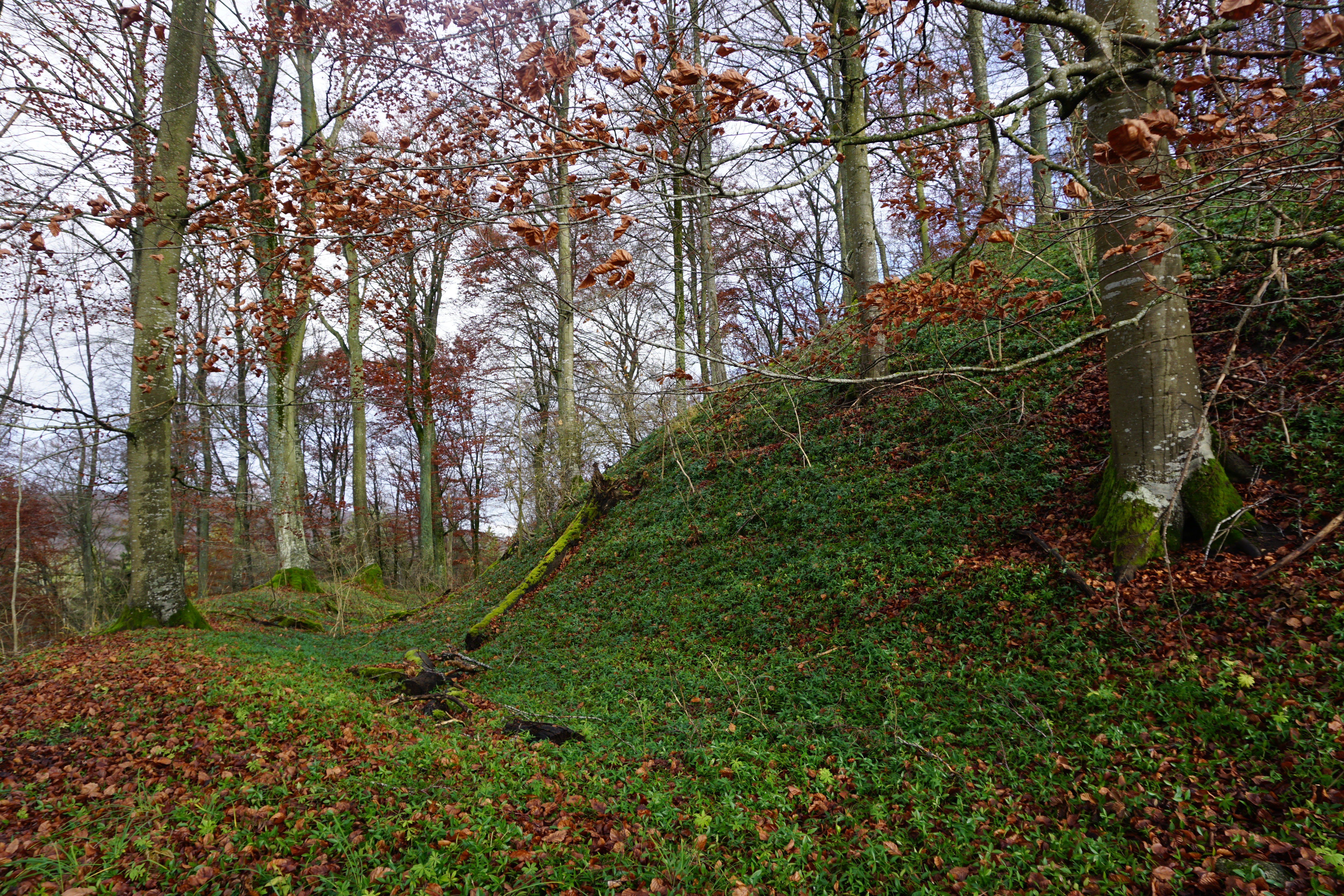
Nördlicher Graben der Burg Habsberg

Die von den Herren von Habsberg erbaute Burg wurde 1116 erwähnt und um 1600 zerstört. Besitzer waren auch die Grafen von Grüningen-Landau. Von der ehemaligen Burganlage sind noch Wall- und Schuttreste zu sehen.